# Waterford (Michigan)
Waterford è una città degli Stati Uniti d'America, nella Contea di Oakland, nello Stato del Michigan. È un sobborgo settentrionale di Detroit.